# バーチャル野球
『バーチャル野球』とは、物理学の理論をシミュレーションできる3Dの仮想空間（サイバースペース）上に実装された、野球のシミュレーター、または野球ゲームである。

## 概要
バーチャル野球は、力学シミュレーション可能なオブジェクトを利用して、
地面、人、グローブ、バット、ボールなどの道具を実装する。
また、風や引力などの自然環境による影響も含めて、
物体に加えた力と、それによる物体の位置の変位のスカラー積によって定義される物理量を計算しながら
実際の野球のようにプレイすることができる。
物理学をシミュレーションできる3Dのプラットフォームは、
企業や大学・研究機関などで独自に開発されたシステムから、
専用ソフトウェアとして一般に販売されているものまで、世界中に数多く存在する。
近年はSecond Life、Splumeなど、世界中から接続して誰でも利用可能な
インターネット上のプラットフォームも登場している。